# Saddleworth (Australie-Méridionale)
Pour les articles homonymes, voir Saddleworth.
Saddleworth (425 habitants) est une localité en Australie-Méridionale située à 103 km au nord d'Adélaïde, la capitale de l'état. Elle est située sur la Gilbert River et traversée par la Barrier Highway.